# 憲法9条にノーベル平和賞を
憲法9条にノーベル平和賞を（けんぽう9じょうにノーベルへいわしょうを The Nobel Peace Prize for Article 9 of the Japanese Constitution.）は、神奈川県座間市の日本バプテスト連盟会員の鷹巣直美 が発案した、日本国憲法第9条にノーベル平和賞が与えられることをもとめた政治団体である。
運動主体は「憲法9条にノーベル平和賞を」実行委員会で、受賞対象は日本国民である。2014年4月9日にノルウェー・ノーベル委員会から推薦を受理したが落選。2015年も運動を継続したが落選した が運動は継続されている。なお、ノルウェー・ノーベル委員会によれば、毎年1月末の締切後の段階では有資格者からの推薦すべてを候補として登録しており、推薦者には受理の通知が送られるものの「受賞基準に合うかどうかの見解を示すものではない」と断っている。また、受賞対象は三人以下の個人や組織・団体と定められ、候補者の自薦は認められないとしている。オスロ国際平和研究所も「国民は一般に三人以上で構成される。組織でもない。したがって日本国民は賞の基準を外れる」と指摘している。

## オスロ国際平和研究所の見解
ノーベル平和賞の受賞予測を毎年発表しているオスロ国際平和研究所は本運動を2014年の最有力候補として挙げた。しかし同研究所は受賞対象の「日本国民」を団体名と誤解していたことが後に判明。「ある地域の人々が（全体で）何らかの責任を負う存在となることはあり得ない」として日本国民全体がノーベル平和賞の受賞対象となる可能性を否定している。
これを受けて韓国の「日本平和憲法9条ノーベル平和賞推薦韓国委員会」は2015年1月15日、こんどは日本の受賞対象を「九条の会」と鷹巣直美を共同候補として推薦することに決定し、ノルウェー大使館のマリアン・ダムハウグ副大使に推薦書と集まった署名を渡した。
オスロ国際平和研究所は2015年の平和賞予想として「九条の会」を4位の候補として挙げた。同研究所のハルプビケン所長は「（集団的自衛権の行使を容認した）安倍政権による憲法九条の解釈変更には、武力衝突の兆しだとの懸念が、周辺地域から出ている」とし、具体的受賞対象として大江健三郎らの「九条の会」、日本原水爆被害者団体協議会を挙げた。

## 日本からの支援
2014年7月22日、民主党の小西洋之参議院議員らは、日本外国特派員協会で記者会見を開き、日本の憲法9条にノーベル平和賞を授与するよう求める文書を駐日ノルウェー大使館を通じてノルウェー・ノーベル委員会に提出したと発表した。

## 大韓民国からの支援
この運動に対しては大韓民国で支援活動が起こり署名活動が進行している 賛同者には、元首相や元国会議長、学者、文化人ら約50人が名を連ねている。ただしノーベル賞をめぐって韓国内では熾烈な自国民の受賞を求める運動が過熱しており、韓国の識者が外国人、特に日本人のノーベル賞受賞に協力するのは異例中の異例である。韓国内で署名運動を推進しているイ・ブヨン元「開かれたウリ党」議長は韓国内のこの運動について、村山富市元首相や小沢一郎「生活の党と山本太郎となかまたち」代表など日本の野党の政治家が2014年9月に「韓国で推進すればどうか」と提案してきたことが発端となっていると説明した。大韓民国において2014年12月9日、地方自治体･江原道が日本の「『憲法9条にノーベル平和賞を』実行委員会」に対し「非武装地帯(DMZ)平和賞」を授与することが決定した。

## アメリカからの支援
国外では米国コネチカット大学のアレクシス・ダデン教授が賛意を示している。

## 批判の言論
ジャーナリストの大高未貴は、この運動の裏に日本の憲法改正を阻止しようとする外国勢力の意図があると主張している。
また米国人政治学者で、元ベ平連活動家のダグラス・ラミスは、9条を守るべきという立場から「自らを受賞候補に自薦する自己満足な運動は人々の共感を得られない」とした上で、「世論調査で日本人の51％が憲法9条を支持すると答えながらも、81％が日米安保条約を支持している。憲法9条を支持する大多数が安保条約を支持するという意味だ。この人達は平和に献身するのではない。むしろ戦争が起こった場合、他の誰かが彼らの代わりに戦ってくれるのを望んでいる」として、「賞をもらうほどのものではない」と批判理由を述べている。

## 結果
ノルウェー・ノーベル委員会は10日、2014年のノーベル平和賞をパキスタン出身のマララ・ユスフザイとインドの非政府組織代表のカイラシュ・サトヤルティに授与すると発表し、同団体は落選した。実行委員会共同代表の鷹巣直美は記者会見を開き、「憲法は危機に直面しているが、国の最高規範である憲法は変わっていない。私たちは、戦争が絶えないこの世の中に憲法9条を輝かせるため、これからも活動を続けていく」と運動の継続を表明した。

## 資料
- 鷹巣直美「新 わたしと憲法シリーズ 鷹巣直美 「憲法9条」にノーベル平和賞を 署名を送り続ける2児のママ」『金曜日』22(3):53, 2014-01-24